# Вольфольд
Вольфо́льд (лат. Wolfoldus, итал. Wolfoldo, Volfoldo; умер не ранее 818) — епископ Кремоны (816—818).

## Биография
О происхождении Вольфольда ничего неизвестно. Согласно средневековым каталогам глав Кремонской епархии, в 816 году он получил сан местного епископа, став преемником скончавшегося Стефана II.
В 817 году Вольфольд примкнул к мятежу короля Италии Бернарда, поднятому тем против своего дяди, императора Людовика I Благочестивого. Современные событиям исторические источники называют Вольфольда Кремонского, Ансельма I Миланского и Теодульфа Орлеанского наиболее видными прелатами, поддержавшими мятеж. После раскрытия заговора епископом Вероны Ратольдом и графом Брешии Суппо I и ответных действий Людовика, Бернард понял, что не сможет оказать серьёзное сопротивление направленному против него императорскому войску. Желая заслужить прощение дяди, король Италии приехал в Шалон, где сдался на милость императора. Позднее сюда же прибыли и другие участники мятежа, включая Вольфольда. Все они по приказу Людовика Благочестивого были взяты под стражу. В апреле 818 года в Ахене состоялся суд над заговорщиками, приведший к гибели Бернарда в результате неудачно проведённого ослепления. На состоявшемся здесь же синоде прелатов Франкского государства духовные лица, замешанные в мятеже, признали свою вину и были приговорены к лишению своих кафедр и заключению в монастыри.
О дальнейшей судьбе Вольфольда никаких сведений не сохранилось. Его преемником в Кремонской епархии стал епископ Аттон.